# 瑪麗亞突吻魚
瑪麗亞突吻魚（学名：Varicorhinus mariae）为輻鰭魚綱鯉形目鲤科的其中一種，分布於非洲喀麥隆南方河流，體長可達17.5公分。

## 扩展阅读
維基物種上的相關：瑪麗亞突吻魚